# Michel de Savoie
Michel de Savoie, mort en décembre 1522, est un prélat du XVIe siècle, issu de la maison de Savoie.

## Biographie

### Origines
Michel de Savoie est le fils légitimé du duc de Savoie Philippe sans terre et de sa maîtresse Bonne de Romagne. Il est le demi-frère de Louise de Savoie et par conséquent, l'oncle paternel de Marguerite de Navarre et du roi François Ier. Il est aussi le demi-frère des ducs de Savoie Philibert le Beau et Charles le Bon, et du comte de Tende René de Savoie.
Rien n'est certain dans cette filiation qui se base sur une note des Chroniques de Jean Molinet,.
Selon François Bonivard, Michel de Savoie est un fils naturel de Jean-Louis de Savoie, évêque de Genève,. Mais dans la suite du texte, François Bonivard confond Michel de Savoie avec Jean-François de Savoie, fils naturel de François de Savoie, qui succède en 1513, dans des conditions controversées à l'évêque Charles de Seyssel sur le siège épiscopal de Genève.
Cette seconde hypothèse, quoique fragile, semble être confirmée par une lettre du 28 novembre 1521 que François Ier adresse au Chapitre de Beauvais pour lui annoncer qu'il a nommé et présenté au pape Antoine de Tende pour succéder à Michel de Savoie sur ce siège épiscopal. Dans ce courrier, le roi distingue entre « mon cousin » (Michel de Savoie) et « mon oncle » (René de Savoie). On peine à voir pourquoi le roi ferait une telle distinction si Michel de Savoie et René de Savoie sont frères utérins ou demi-frères.

### Prieur commendataire de Romainmôtier
On ne sait pas la date exacte à laquelle Michel de Savoie devient prieur commendataire de l'Abbaye de Romainmôtier. Il prend possession de cet important bénéfice ecclésiastique entre le 4 novembre 1490, date à laquelle Jacques d'Amboise, abbé de Cluny, investit Claude de Livron, son prédécesseur dans ce bénéfice, et le 31 août 1492 quand il répond, depuis Turin, en cette qualité, à une supplique que les dépendants de l'abbaye lui ont fait parvenir à propos de l'impôt sur les aumônes.

### Évêque de Sisteron
Le concordat de Bologne de 1516, entre François Ier et Léon X a définitivement privé les chapitres cathédraux de la plus importante de leurs prérogatives, celle d'élire les évêques. Cet acte avec la cour de Rome attribue ce droit au roi, sauf la confirmation et l'investiture canonique par le Saint-Siège. La nomination de Michel de Savoie est la première application à Sisteron de cette nouvelle règle. François Ier présenta au pape Léon X, Michel de Savoie, pour remplir le siège épiscopal que la mort de Claude de Louvain laissait vacant, et le Saint-Siège l'agrée, le 14 août 1520.
En 1521, Michel de Savoie est désigné par François Ier pour succéder sur le siège de Beauvais à Louis de Villiers de L'Isle-Adam, décédé. Sa préconisation pour ce siège a même lieu dans un consistoire tenu par le pape Léon X, quelques jours avant sa mort au 1er décembre 1521. Des bulles ne lui sont point expédiées par suite de la vacance du Saint-Siège, et sa nomination au siège de Beauvais demeura sans effet. Michel de Savoie meurt, au moment où Adrien VI, successeur de Léon X, va confirmer sa translation.
On ne connait pas avec exactitude la date de son décès. Néanmoins, François Ier l'annonce au chapitre de Beauvais dans une lettre datée de Compiègne, le 28 novembre 1521.
Les chanoines des deux chapitres de Sisteron et de Forcalquier se réunissent le 30 décembre 1522 afin de désigner son successeur. Leur choix se porte sur Claude d'Aussonville dont l'élection est confirmée par le pape Clément VII.